# Sean Spicer
Pour les articles homonymes, voir Spicer.
Sean Michael Spicer, né le 23 septembre 1971 à Barrington (Rhode Island), a été le 31e porte-parole de la Maison-Blanche, en fonction du 20 janvier 2017 au 21 juillet 2017. Il a également été le directeur de la communication de la Maison-Blanche du 20 janvier au 6 mars 2017.
Il a été directeur de la communication du Comité national du Parti républicain de 2011 à 2017, et son chef stratège de 2015 à 2017.

## Biographie
En 2012, il est diplômé d'un Master en « Sécurité nationale et études stratégiques » du Naval War College à Newport (Rhode Island). En février 2017, Melissa McCarthy caricature Sean Spicer, pour l'émission Saturday Night Live. Le 21 juillet 2017 Sean Spicer annonce sa démission du poste de porte-parole de la Maison-Blanche.
Il a été approché durant l'été 2017 pour participer à la 25e saison de Dancing with the Stars, mais a dû décliner l'offre. Il accepte finalement en août 2019 pour la 28e saison.

## Polémiques
Lors de sa prise de fonction, et après l'investiture à la présidence de Donald Trump, Sean Spicer a déclenché des critiques auprès des journalistes pour les avoir accusés de mensonge sur le nombre de participants lors de l'investiture du président américain.
Le 24 février 2017 il déclenche une nouvelle polémique en interdisant aux représentants de plusieurs grands médias, dont CNN, le New York Times, Politico, le Los Angeles Times et la BBC, l'accès à son point presse quotidien. En revanche, des media de moindre importance mais conservateurs et supportant Donald Trump comme Breitbart News ou One America News Network y sont conviés. Le Washington Post note qu'en décembre 2016 le même Spicer expliquait publiquement que le fait pour un gouvernement de laisser un accès libre à la presse est « ce qui fait d'une démocratie une démocratie et la distingue d'une dictature, ».
Le 11 avril 2017, en référence à l'attaque chimique de Khan Cheikhoun une semaine plus tôt, il compare publiquement Bachar el-Assad à Adolf Hitler, indiquant qu'au moins ce dernier n'avait jamais utilisé d'armes chimiques contre son propre peuple. Les médias et des personnalités publiques ont alors rappelé l'emploi des chambres à gaz pendant la Seconde Guerre mondiale, et critiqué le fait que la comparaison avec la shoah était inappropriée : il présente des excuses officielles dès le lendemain,.